# Androsace hohxilensis
Androsace hohxilensis är en viveväxtart som beskrevs av R. F. Huang och S. K. Wu. Androsace hohxilensis ingår i släktet grusvivor, och familjen viveväxter. Inga underarter finns listade i Catalogue of Life.